# رزیدنت ایول ۲ (بازی ویدئویی ۲۰۱۹)
رزیدنت ایول ۲ (به انگلیسی: Resident Evil 2) نسخهٔ بازخلق‌شدهٔ عنوان رزیدنت ایول ۲، یک بازی ویدئویی در سبک ترس و بقا است که توسط کپ کام توسعه یافته و در تاریخ ۲۵ ژانویه ۲۰۱۹ برای پلی‌استیشن ۴، ایکس‌باکس وان و مایکروسافت ویندوز، و در سال ۲۰۲۲ برای پلی‌استیشن ۵، اکس‌باکس سری اکس/اس، آمازون لونا و نینتندو سوئیچ منتشر شده است. این بازی روایتگر داستان یک مأمور پلیس تازه‌کار به نام لیان اس. کندی و دانشجویی به نام کلر ردفیلد است. این دو قصد فرار از شهر راکون سیتی را دارند که به دلیل شیوع ویروس، ساکنان آن تبدیل به زامبی شده‌اند.
منتقدان، رزیدنت ایول ۲ را برای گیم پلی، نحوهٔ بیان و وفاداری به نسخهٔ اصلی بازی ستایش کرده‌اند. این بازی برندهٔ جایزه گلدن جوی‌استیک برای بهترین بازی سال شد و نامزد جایزه بازی سال گیم آواردز سال شد. تا مارس ۲۰۲۴، این بازی ۱۳.۹ میلیون نسخه به فروش رساند، که این آمار از نسخه اصلی رزیدنت ایول ۲ بیشتر می‌باشد و آن را به پرفروش‌ترین بازی سری رزیدنت ایول تبدیل کرد. پس از آن نسخه‌های دنباله و بازخلق رزیدنت ایول ۳ در سال ۲۰۲۰ و رزیدنت ایول ۴ در سال ۲۰۲۳ ساخته و منتشر شدند.

## داستان
این بازی در سپتامبر ۱۹۹۸ دو ماه پس از رویدادهای رزیدنت ایول (۲۰۰۲ رزیدنت ایول) برگزار شد. بسیاری از شهروندان به موجودات Mindless تبدیل شده‌اند که به‌وسیله نجات یافتگان به عنوان زامبی‌ها شناخته می‌شوند، به دلیل شیوع بیماری ویروسی جنگ‌افزار میکروبی که به‌وسیله ویروس تی آلوده شده‌اند. این بازی در یک ایستگاه گاز خارج از شهر شروع می‌شود، که در آن افسر پلیس تازه‌کار با دانش آموز کالج کلر ردفیلد، که به دنبال برادرش کریس ردفیلد است، ملاقات می‌کند.
پس از اینکه پس از یک تصادف رانندگی از هم جدا شدند، لئون و کلر موافقت کردند تا در اداره پلیس شهر ملاقات کنند. این ساختمان توسط زامبی‌ها مورد هجوم قرار می‌گیرد و دیگر هیولاها، از جمله تایرنت، معمولاً منسوب به «آقای ایکس» است که به شکار و کشتن هر کدام از بازماندگان اعزام می‌شود. این موجودات و موانع گوناگون مانع از این می‌شوند که لئون و کلیر از هم جدا شوند تا بتوانند راهی برای فرار از شهر پیدا کنند.

### سناریوی کلر
کلر با یک دختر جوان، شری بریکین که با یک موجود غول‌آسا تعقیب می‌شود، روبه‌رو می‌شود. دو نفر موفق شدند فرار کنند و وارد گاراژ پلیس بشوند، جایی که رئیس پلیس فاسد شری را در یک یتیم خانه رها کرده بود. کلر به زودی تلفنی را دریافت کرد که شری را به عنوان یک آویز که در حین ارتکاب جرم دزدیده بود، تجارت کند، تهدید کرده بود که اگر کلر تسلیم نشود، او را بکشد. کلر با اکراه موافقت کرد که این کار را انجام دهد.
شری سعی دارد به تنهایی از چنگ او فرار کند، اما به زودی توسط Irons به دام می‌افتد. قبل از اینکه Irons بتواند به او صدمه بزند، موجودی که شری را تعقیب کرده و implants را با یک انگل به کار برده بود. او به سراغ شری می‌رود تا شری را نجات دهد، و انگل از سینه Irons بیرون می‌زند و او را می‌کشد. همان‌طور که کلر و شری در تلاش برای ترک آن هستند، هیولا وارد می‌شود و در آسانسور به دنبال آن‌ها می‌گردد، اما توسط این جانور در تعقیب شری به قتل می‌رسد. سپس جانور سعی می‌کند به شری و کلر حمله کند، اما به‌طور تصادفی باعث می‌شود که آسانسور به فاضلاب برگردد. تأثیر ناشی از آن کلیر را بی‌هوش می‌کند و شری را مجبور می‌کند که او را رها کند تا فرار کند.
کلر توسط آنت مادر شری پیدا می‌شود.
آنت نشان می‌دهد که آن موجود پس از شری ویلیام و شوهرش است. شوهرش جی - ویروس را برای آمبرلا تهیه کرد؛ با این حال، ویلیام قصد داشت آن را به ارتش آمریکا بفروشد. آمبرلا نیروی شبه‌نظامی خود را برای توقیف آثار او فرستاد که منجر به کشته شدن ویلیام شد. برای اجتناب از مرگ و سوگند انتقام، ویلیام خود را با ویروس G - ویروس آلوده کرده بود. ویلیام مبتلا، سربازان آمبرلا را در فاضلاب شکار کرد. در طول این کشتار، او شیشه‌های t-virus که سربازان دستگیر کرده بودند را کشت، موش‌های فاضلاب را آلوده کرده و به‌طور غیر مستقیم باعث شیوع بیماری راکون شد. در حال حاضر، یک حیوان درنده، ویلیام را وادار می‌کند تا شری را آلوده کند، چرا که نزدیک‌ترین ژنتیک با ویلیام است و بنابراین مناسب‌ترین میزبان برای گسترش عفونت است.
کلر شری را پیدا می‌کند که به وسیله آنت در یک سطل زباله گیر افتاده است. با این حال، به محض رسیدن به او، شری بیمار می‌شود. آنت درک می‌کند که ویلیام قبلاً شری را مبتلا کرده است و کلر او را به آزمایشگاه آمبرلا به نام NEST آورده است که در آنجا یک واکسن ذخیره می‌شود. یک‌بار کلر از شری برای بازکردن واکسن استفاده می‌کند، اما ویلیام حمله می‌کند. کلر پس از کشتن وی به همراه آنت، که پیش از مرگ از جراحت‌های درونی موفق شده بود شری را درمان کند، او را کشت. شری با چشمانی اشک بار از مادرش خداحافظی می‌کند. در حالی که این مرکز پروتکل خود - امحا را تصویب می‌کند، کلر و شری مسیر خود را به سوی یک قطار تخلیه راه می‌اندازند. ویلیام دوباره بازمی‌گردد، و کلیر هم او را همان‌طور که قطار برای رفتن آماده می‌کند شکست می‌دهد. در هنگام سوار شدن، کلر هم در آنجا لیون را ملاقات می‌کند.

## نسخهٔ نسل نهمی
کپ‌کام در توییتر خود تأیید کرد که نسخه‌های نسل نهم رزیدنت اویل ۲، رزیدنت ایول ۷: بایوهزرد و رزیدنت اویل ۳ (۲۰۲۰) در حال توسعه هستند. این بازی‌ها با بهبود بیشتر برای کنسول‌های پلی‌استیشن ۵، اکس‌باکس سری ایکس/اس و نینتندو سوئیچ در سال ۲۰۲۲ عرضه شد. همچنین این نسخه‌ها از رهگیری پرتو، وضوح ۴کی و فریم ریت بالا پشتیبانی می‌کنند.

## پیش‌زمینه

قسمتی از بازی که در آن کلر ردفیلد در حال تقابل با شخصیت منفی بازی، مستر. ایکس است.

این بازی نسخهٔ بازخلق‌شدهٔ رزیدنت ایول ۲ است که در سال ۱۹۹۸ توسط کپ کام منتشر شد. در نسخهٔ اصلی بازی بازیکن تنها قادر بود شخصیت داستان را در چهار جهت اصلی حرکت دهد و همچنین امکان چرخش دوربین وجود نداشت، اما در نسخهٔ بازخلق‌شده کنترل شخصیت بازی به صورت مدرن نوشته شده و دوربین نیز با دید سوم شخص از بالای شانه مشابه با رزیدنت ایول ۴ جایگزین شده است.

## توسعه
در سال ۲۰۱۵ کپ‌کام از نسخهٔ بازخلق‌شدهٔ بازی رزیدنت ایول ۲ رونمایی کرد. جزئیات بیشتری از بازی تا ای۳ سال ۲۰۱۸ منتشر نشد که در آنجا کپ‌کام یک تریلر از گیم پلی این بازی به نمایش گذاشت. این بازی از موتور RE engine، موتوری که در بازی رزیدنت ایول ۷: بایوهزرد نیز استفاده شده بود بهره می‌برد. این بازی در کنسول‌های پلی‌استیشن ۴ پرو و ایکس‌باکس وان اکس دارای وضوح ۴کی و نرخ ۶۰ فریم بر ثانیه است.

## بازتاب‌ها
| گردآورنده | امتیاز                                       |
| --------- | -------------------------------------------- |
| متاکریتیک | (پی‌سی) ۸۹/۱۰۰ (پی‌اس۴) ۹۰/۱۰۰ (اکس‌وان) ۹۳/۱۰۰ |

| ناشر                    | امتیاز |
| ----------------------- | ------ |
| دستراکتید               | ۹/۱۰   |
| الکترونیک گیمینگ مانثلی | ۹٫۵/۱۰ |
| فامیتسو                 | ۳۷/۴۰  |
| گیم اینفورمر            | ۹٫۵/۱۰ |
| گیم رولیشن              | [ ۹ ]  |
| گیم‌اسپات                | ۹/۱۰   |
| آی‌جی‌ان                  | ۹٫۰/۱۰ |
| یواس‌گیمر                | ۴٫۵/۵  |
| دیلی تلگراف             | [ ۱۳ ] |
| گیمرکریتر               | ۹/۱۰   |
| گاردین                  | [ ۱۵ ] |

این بازی در نمایشگاه رسانه و تجارت ای۳ ۲۰۱۸ توانست بهترین نمایش را با آراء اکثریت به دست آورد.